# Cheval en Slovaquie
Le cheval en Slovaquie (slovaque : kôň) a connu une forte chute d'effectifs au cours du XXe siècle. Le pays développe son secteur de sports équestres. Bien que le nombre de chevaux soit en croissance, la Slovaquie a l'un des plus bas cheptels de ces animaux en Union européenne. Les chevaux de sport, en particulier de race Selle slovaque, sont les plus présents ; la Slovaquie élève aussi des Lipizzan, des Pur-sang, des Shagya, des Huçul, et des chevaux de trait Murakoz.

## Histoire

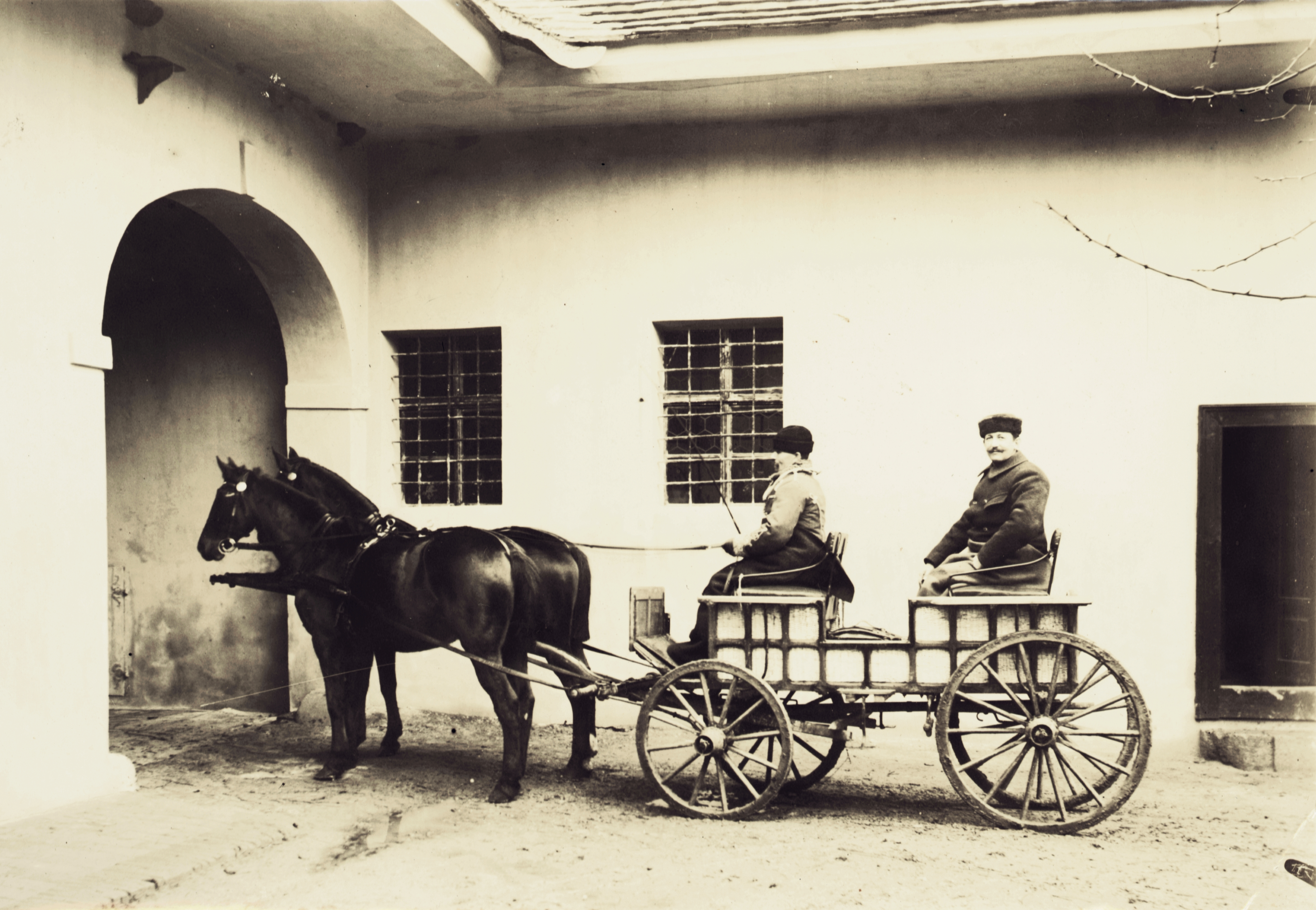
Le baron Mednyánszky à Beckov vers 1900.

Le squelette d'un cheval daté de l'époque romaine a été découvert sur le site de Nitra-Chrenova, dans le Sud-Ouest de la Slovaquie. 
Un haras national est créé en 1921 à Topoľčianky. Un programme d'élevage des années 1980, impliquant notamment des étalons poneys Welsh, croisé à des juments de races Selle tchèque et Selle slovaque, donne le Poney de sport slovaque.
Le nombre de chevaux a très fortement chuté au XXe siècle, mais ré-augmente depuis les années 2000. En 2003, seuls 6 500 chevaux sont recensés.

## Pratiques et utilisations
Les sports équestres se développent. Bien que les races de chevaux slovaques soient majoritairement menacées d'extinction, l'attention des éleveurs se porte sur leurs performances sportives. La première étude consacrée au bien-être des chevaux slovaques a été publiée en 2013.

## Élevage

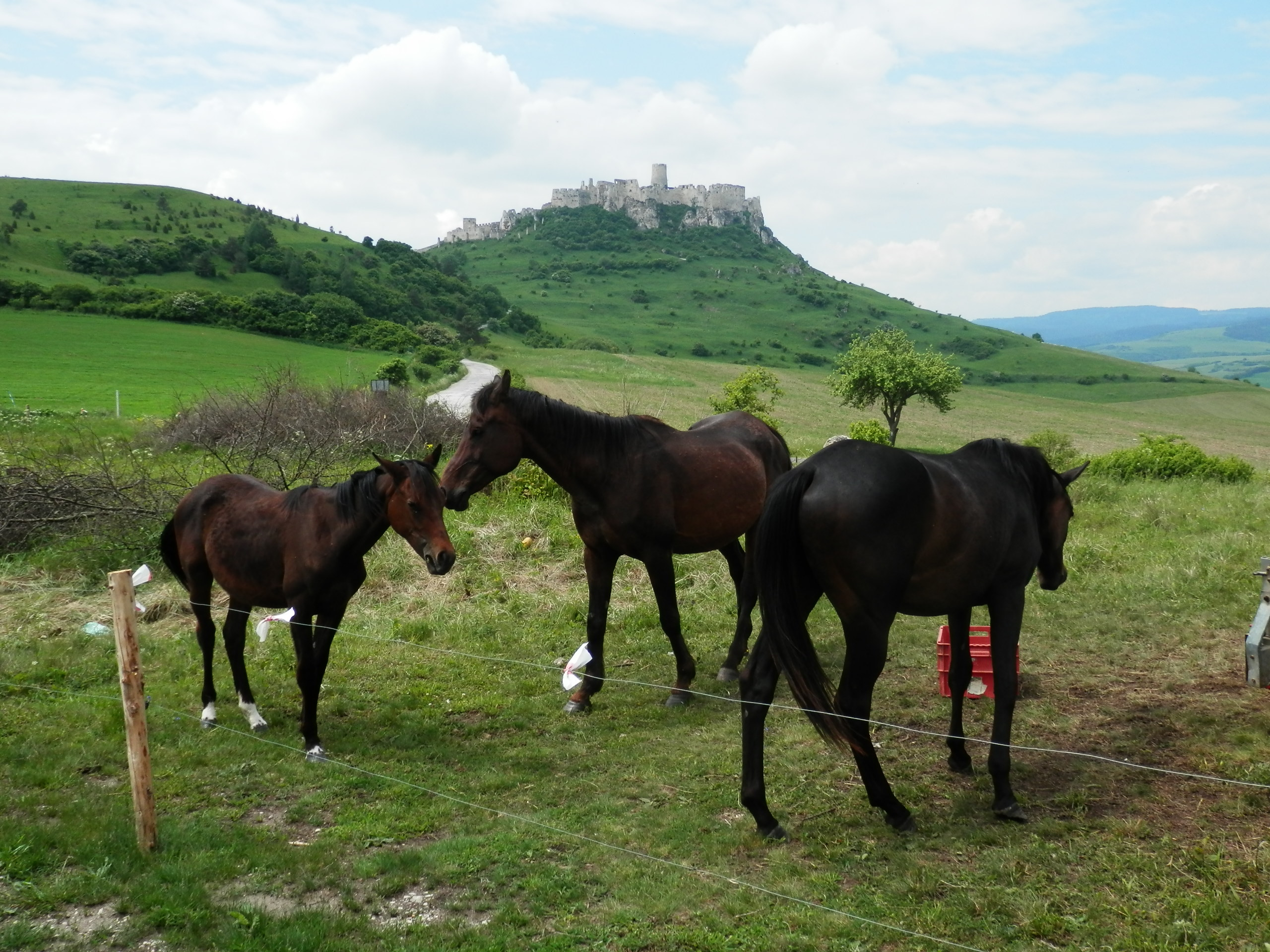
Chevaux près du Château de Spiš.

La Slovaquie présente l'un des plus bas taux de chevaux de toute l'Europe : en 2008, le pays compte environ 8 000 chevaux recensés, soit un taux de 1,5 chevaux pour 1 000 habitants. En 2014, 14 600 chevaux sont recensés, ce qui fait supposer à l'auteure du guide Delachaux un doublement de la population. Les chevaux de sport constituent le principal motif d'élevage, mais la Slovaquie compte aussi des races de trait, en particulier le Murakoz. Le Selle slovaque (slovaque : Slovenský teplokrvník), jadis confondu avec le Selle tchèque, compte entre 3 000 et 3 500 représentants en 2016.
Le haras de Topoľčianky continue de jouer un rôle important en matière d'élevage équin. Il élève historiquement le Lipizzan et le Shagya, bien que des haras privés slovaques détiennent aussi des sujets de ces deux races.
Le pays élève des poneys Huçuls, une race transfrontière d'Europe centrale. On trouve aussi un petit nombre de Lipizzans, de chevaux arabes et de Pur-sangs. Plus de la moitié des juments Pur-sang slovaques, et 20 % des étalons, descendent de Northern Dancer, ce qui en fait l'ancêtre majeur de cette population, avec un coefficient de consanguinité de 7,88 %.
Au moins quatre races chevalines élevées en Slovaquie sont menacées d'extinction : le Lipizzan, le Huçul, le Shagya et le Poney de sport slovaque (slovaque : Slovenský športový pony). Le Lipizzan et le Shagya sont à effectifs plus importants que les Huçuls et poneys de sport, ce sont aussi ces deux races qui présentent la plus grande diversité génétique.
La fièvre du Nil occidental est sporadquement présente en Slovaquie ; en 2008 et 2011, des anticorps contre cette maladie sont détectés chez 8,3 % des chevaux non-vaccinés. 4,8 % des chevaux testés en 2012 ont des anticorps témoignant d'une infection passée. L'aire urbaine de Bratislava héberge des moustiques qui attaquent régulièrement les chevaux.

## Culture
Le roman de l'écrivain slovaque Pavel Vilikovský intitulé Un cheval dans l'escalier (traduit en français par Peter Brabenec) traite des relations du narrateur avec sa mère.